# Iris (cohete)
Iris fue un cohete sonda estadounidense de dos etapas y combustible sólido desarrollado a finales de los años 1950 por el Laboratorio de Investigación Naval de la Armada de los Estados Unidos y construido por Atlantic Research Corp., para luego pasar a manos de la NASA, que finalizó su desarrollo. Voló tan sólo 4 veces como cohete de su clase, siendo usado más tarde en el proyecto Hydra-Iris de la Armada, en el que se usaron Iris modificados como segunda etapa.
Inicialmente fue diseñado para llevar cargas de hasta 45 kg a 320 km de altura. Era lanzado desde una torre que estabilizaba el cohete mientras era acelerado por siete pequeños cohetes que finalizaban su combustión y se separaban del cohete principal un poco antes de abandonar la torre de lanzamiento.
El primer lanzamiento tuvo lugar el 22 de julio de 1960 desde Wallops Island, y el último el 3 de mayo de 1962.

## Proyecto Hydra-Iris
Se trataba de Iris modificados, con tres aletas, usados como segunda etapa y montados sobre tres cohetes aceleradores Sparrow. Eran lanzados desde plataformas marinas sumergidas. Se lanzaron ocho entre el 10 de agosto de 1964 y el 3 de noviembre de 1968, dos de los cuales fallaron. Las cargas útiles consistían en experimentos magnetosféricos, ionosféricos y de astronomía de rayos X.

## Especificaciones

### Iris
- Carga útil máxima: 45 kg
- Apogeo: 320 km
- Empuje en despegue: 17 kN
- Masa total: 602 kg
- Diámetro: 0,31 m
- Longitud total: 5 m
- Envergadura: 1,20 m
- Velocidad máxima: 8400 km/h

### Hydra-Iris
- Apogeo: 300 km
- Empuje en despegue: 105 kN
- Masa total: 700 kg
- Diámetro: 0,61 m
- Longitud total: 6,50 m